# Guillaume-Alphonse Nantel
Guillaume-Alphonse Nantel (Saint-Jérôme, 4 novembre 1852 - Montréal, 3 juin 1909) est un avocat, journaliste et homme politique québécois.

## Biographie
Guillaume-Adolphe Nantel est le fils de Guillaume Nantel et d'Adélaïde Desjardins. Il fait ses études classiques au petit séminaire de Sainte-Thérèse, de 1864 à 1872.
Il étudie le droit à Montréal. Il est admis au Barreau du Québec en 1875. Il est avocat à Montréal avec Joseph-Aldéric Ouimet, puis il ouvre son propre cabinet d'avocat à Saint-Jérôme.

### Journalisme
En 1881, il devient copropriétaire du journal régional Le Nord, qui disparaît en 1901. En 1885, il fonde à Saint-Jérôme La Campagne, un journal quotidien régional éphémère qui disparaît en 1887. En 1901, il fonde le journal La Nation, qui disparaît en 1909. Il est copropriétaire du journal La Presse de Montréal, de 1887 à 1888 ou 1889. Il est aussi rédacteur en chef de La Presse de 1887 à 1892. En 1896 et 1897, il est propriétaire et rédacteur du journal Le Monde de Montréal. En 1906, il est directeur de L'Album universel. De 1907 à 1909, il revient à La Presse comme rédacteur d'une chronique politique,.

### Politique
À l'élection fédérale générale de juin 1882, il est élu député conservateur de la circonscription fédérale de Terrebonne à la Chambre des communes du Canada. Il démissionne de ce poste dès le mois d'août de la même année pour céder ce siège à Joseph-Adolphe Chapleau (qui y sera élu sans opposition à l'élection partielle le 16 août).
À l'élection partielle du 19 août 1882, Nantel est élu sans opposition député conservateur de Terrebonne à l'Assemblée législative du Québec. Il y est réélu aux élections générales successives de 1886, 1890, 1892 et 1897.
Il est commissaire des Travaux publics de 1891 à 1896, dans le second gouvernement Boucher de Boucherville et dans le gouvernement Taillon. Lors du départ du premier ministre Louis-Olivier Taillon, en mai 1896, le lieutenant-gouverneur Chapleau offre à Nantel le poste de premier ministre, mais Nantel doit y renoncer devant l'opposition de la faction « castor » (ultra-conservatrice) de son propre parti,. C'est Edmund James Flynn, candidat de compromis, qui devient premier ministre. Dans le gouvernement Flynn, Nantel est commissaire des Terres de la Couronne en 1896 et 1897, puis commissaire des Terres, des Forêts et des Pêcheries du 12 janvier au 26 mai 1897.
À l'élection générale du 7 décembre 1900, il se présente comme candidat conservateur indépendant et il est défait de peu par Jean Prévost, le candidat du Parti libéral. Il tente un retour à l'élection générale de 1908 mais est défait.
Comme journaliste et comme homme politique, Nantel est un avocat du développement de sa région et appuie notamment les activités d'Antoine Labelle en ce sens.

### Famille
Il est le frère de l'enseignant Antonin Nantel et de l'homme politique Wilfrid-Bruno Nantel. Le 2 juin 1885, il épouse Emma Tassé, à la cathédrale Saint-Jacques de Montréal. Il est le père d'Antonia Nantel, femme de l'homme politique Athanase David, eux-mêmes grands-parents de Françoise David et de sa sœur Hélène David.
Il meurt le 3 juin 1909 à Montréal, de l'aggravation du diabète. Il est inhumé le 5 juin 1909 au cimetière Notre-Dame-des-Neiges de Montréal.

## Hommages
L'avenue Nantel a été nommée en son honneur, dans la ville de Québec, en 1972.